# Sopot, Polonia
Sopot (← poloneză, AFI ['sɔpɔt], cașubiană Sopòt, germană Zoppot) este un municipiu în voievodatul Pomerania, Polonia, situat între Gdańsk și Gdynia cu care formează aria urbană Trójmiasto, (tradus: Trei orașe). Are o populație de cca 40 mii de locuitori și suprafață de 1 731 ha. Este un important centru turistic și cea mai renumită stațiune balneară de pe litoralul polonez al Mării Baltice. A devenit o importantă stațiune balneară încă la finele secolului XIX, în perioada administrației germane. Tot atunci familia imperială germană și-a construit la Sopot o reședința maritimă (astăzi transformată în hotel).

## Personalități născute aici
- Klaus Kinski (1926 - 1991), actor german;
- Winfried Glatzeder (n. 1945), actor german;
- Tadeusz Aziewicz (n. 1960), politician, economist.